# Muhammad Fareed Didi
Keerthi Maha Radun (en divehi: ކީރްތީ މަހާ ރާދިން އެވެ; Maldivas, 11 de enero de 1901-Maldivas, 27 de marzo de 1969), más conocido como Muhammad Fareed Didi fue el último Sultán de Maldivas desde marzo de 1954 hasta su destitución en noviembre de 1968.
Falleció el 27 de marzo de 1969 a sus 68 años.

## Primeros años
Estudió en el Royal College Colombo en Ceilán (actual Sri Lanka). Después de pasar 7 años en Ceilán, regresó a Maldivas y se convirtió en el primer ministro del sultán Hassan Nooraddine II el 16 de diciembre de 1932, también se desempeñó como presidente del Majlis del Pueblo desde 1933 hasta 1942.

## Reinado
Después de la caída del presidente Mohamed Amin Didi, se llevó a cabo un referéndum y el país fue nuevamente declarado Sultanato. Se eligió un nuevo Majlis del Pueblo, ya que el antiguo "Mayilis del Pueblo" se disolvió después del final de la revolución. Los miembros de los majlis especiales decidieron realizar una votación secreta para elegir a un nuevo  sultán, y el príncipe (en ese entonces) Mohammed Fareed Didi sería elegido como el 84.º sultán de Maldivas en 1954. Su primer primer ministro fue Ehgamugey Ibraahim Ali Didi (más tarde Ibraahim Faamuladheyri Kilegefaan). El 11 de diciembre de 1957, el primer ministro se vio obligado a dimitir e Ibrahim Nasir fue elegido nuevo primer ministro al día siguiente.
El 15 de noviembre de 1967, se realizó una votación en el parlamento para decidir si Maldivas debería continuar como una monarquía constitucional o convertirse en república. De los 44 parlamentarios, 40 votaron a favor de una república.  El 15 de marzo de 1968 se realizó un referéndum nacional, en el que el 81,23% de los votos emitidos favorecieron la instauración de una república. La república fue declarada el 11 de noviembre de 1968, poniendo fin a la monarquía de 853 años.

## Post-destitución y muerte
Después de su destitución, el en ese entonces exrey abandonó el palacio real y se retiró a su propia residencia (Maabagychaage, ahora la casa del parlamento) en el distrito de Henveru. Murió el 27 de marzo de 1969 en Malé. Le dieron un funeral de estado y lo enterraron en el cementerio de Galolhu.